# Rémálom a Facetime-on
A Rémálom a Facetime-on (A Nightmare on Facetime) a South Park című amerikai animációs sorozat 235. része (a 16. évad 12. epizódja). Elsőként 2012. október 24-én sugározták az Egyesült Államokban. Magyarországon 2013. február 19-én mutatta be a magyar Comedy Central.
A cselekmény a "Ragyogás" című film történetét figurázza ki, melyben Randy megvesz egy régóta elhagyatottan álló videotékát a Halloween előtt.

## Cselekmény
|  | Alább a cselekmény részletei következnek! |

Randy bejelenti a családjának, hogy megvette tízezer dollárért a Blockbuster videotéka épületét, és úgy gondolja, hogy ebből meg fognak gazdagodni. A család szkeptikus, mert az online streamingszolgáltatók és a DVD-kölcsönző automaták korában a videotéka már elavult. Maga az épület is eléggé lelakott, senki nem megy a közelébe sem, mert a városka lakói kísértetháznak tartják. Mint Randy is megtapasztalja, a helyen valóban szellemek kísértenek, de ezt inkább a személye elleni gúnyolódásnak tartja. Mindennek ellenére arra kényszeríti a családját, hogy dolgozzanak az üzletben. Még Halloween estéjén is közli Stannel, hogy nem mehet a barátaival édességet gyűjteni, mert ott kell maradnia segítenie. Ez tönkreteszi a többiek estéjét is, mert Stan öltözött be Amerika Kapitánynak a Bosszúállókból. Kyle ezért kitalálja, hogy Stan egy iPaden keresztül, a FaceTime program segítségével lesz velük aznap este, amit magukkal hurcolnak. Cartmannek nem tetszik a dolog, mert úgy véli, ez tönkreteszi az estéjüket, ehhez képest éppen ő az, akit nem ismer fel senki, hol Bruce Vilanch-nek, hol Chaz Bonónak, hol másnak nézik, csak nem a Hihetetlen Hulknak.
Mikor a fiúk meglátják, hogy  az egyik kisboltot éppen kirámolják, úgy döntenek, akcióba lépnek, mint szuperhősök. De mikor meglátják, hogy az elkövetők a DVD-automaták kifosztására specializálódott Redbox-gyilkosok, és megölték a bolt eladóját, menekülőre fogják. Stant (pontosabban az iPad-et) a gyilkosok elfogják, mellette a Rémparádé szórólapjával, ahová a fiúk tartottak volna az este végén, hogy részt vegyenek egy jelmezversenyen. Virtuálisan megkínozzák Stant, majd kidobják az út szélén az iPad-et, és a többiek nyomába erednek, hogy végezzenek velük is, amiért meglátták őket. Egy pár menti meg Stant, aki még idejében tud szólni a barátainak.
Ezalatt Randy kezd lassan megőrülni, mert egy vásárló sem jön. Látja a kölcsönző eladójának szellemét, aki közli vele, hogy a felesége és a fia negatív attitűdje miatt soha nem lehet sikeres a vállalkozása (Stan meg is jegyzi, hogy a DVD-kölcsönzés "olyan ősi, mint Madonna csöcsei"). Bekattanva kezd el fel-alá járkálni az üzletben, Stant és Sharont zaklatva, észre sem véve, hogy Shelly felgyújtja az üzletet.
A fiúk elmondják a rendőröknek, mit tapasztalnak. Ők kitalálják, hogy úgy fogják elkapni a bűnözőket, hogy egyiküket beküldik a jelmezbálba beöltözve, Stan pedig vele tart, hogy kiszúrja az elkövetőket. A koreai előadóművésznek, Psy-nak öltöznek (ahogy azon a Halloweenen még rengetegen), és az így összerakott jelmez lesz a GangnamStein. Stan fel is ismeri a Redbox-gyilkosokat, de ebben a pillanatban Randy átveszi az irányítást az iPad felett, és tombolásba kezd az egész városban. Végül a rendőrök szitává lövik a jelmezükbe bújt, egyébként ártatlan bajtársukat, Stan pedig visszanyeri az irányítást. "Haldokolni" kezd, majd "meg is hal", mert lemerül az iPad.
Másnap reggel Randy összefagyva, de életben bámulja mereven a leégett épületet. Sharon közli vele, hogy a biztosítótól legalább a pénzük egy részét visszakapják. Mielőtt a család elmenne ebédelni, Stan Randy kezébe helyezi az iPad-et és streamelni kezd neki egy filmet.

## Forráshivatkozások
1. ↑  South Park: “A Nightmare on Face Time” (angol nyelven). The A.V. Club, 2012. október 25. (Hozzáférés: 2023. november 22.)